# ليزر قابل للتوليف

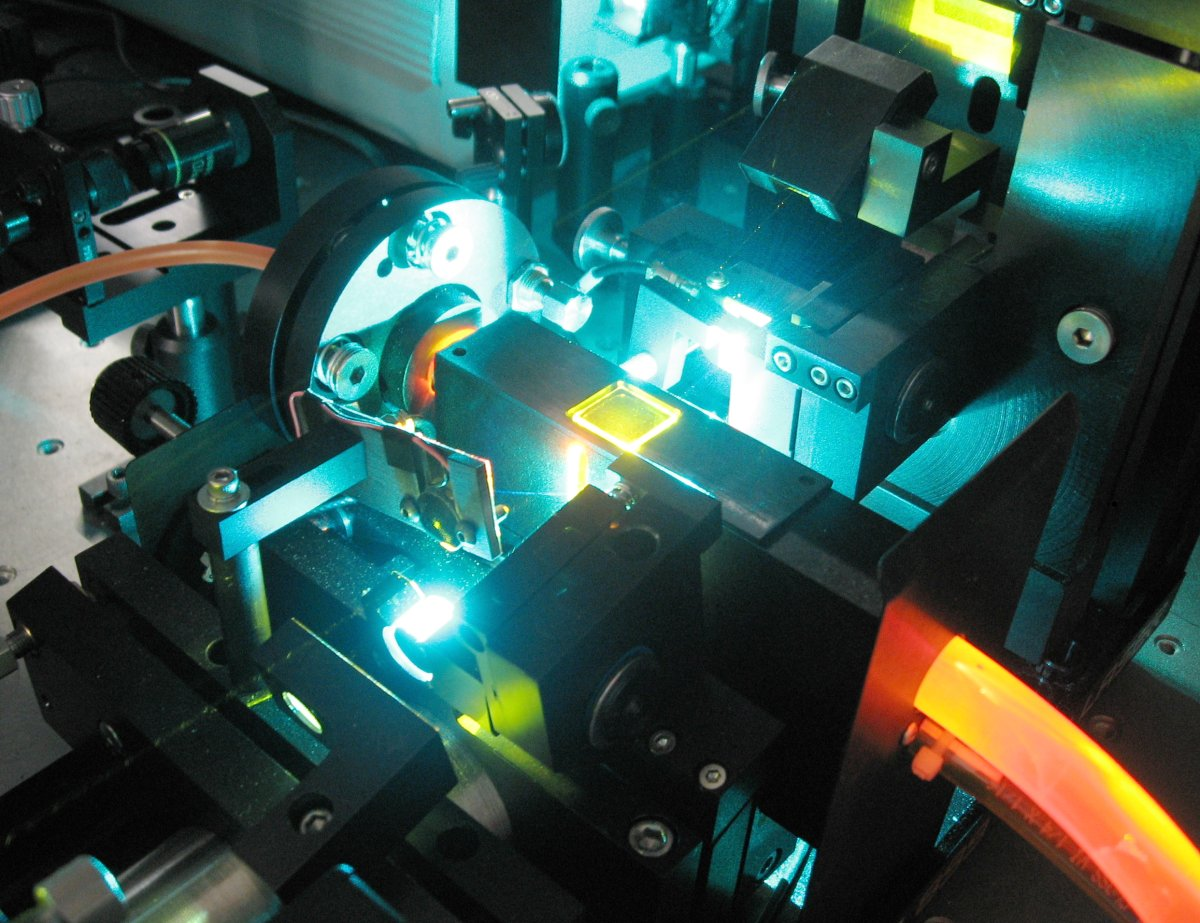
أحد أنواع الليزر القابل للتوليف.

الليزر القابل للتوليف (Tunable laser) هو ليزر يمكن التحكم في طوله الموجي أثناء التشغيل.
هناك العديد من أنواع وتصنيفات الليزر القابل للتوليف، منها الغازي والسائل والصلب. من بينها ليزر إكسيمر ليزر CO2 وليزر الصبغة (منه سائل وصلب) وليزر أشباه الموصلات وليزر الإلكترون الحر.
لليزر القابل للتوليف تطبيقات في المطيافية, والكيمياء الضوئية وفصل النظائر بالليزر للبخار الذري